# Джонсвілл (Північна Кароліна)
Джонсвілл (англ. Jonesville) — місто (англ. town) в США, в окрузі Ядкін штату Північна Кароліна. Населення — 2308 осіб (2020).

## Географія
Джонсвілл розташований за координатами 36°14′10″ пн. ш. 80°50′13″ зх. д. / 36.23611° пн. ш. 80.83694° зх. д. (36.236020, -80.837053).  За даними Бюро перепису населення США в 2010 році місто мало площу 7,39 км², з яких 7,34 км² — суходіл та 0,05 км² — водойми.

## Демографія
Згідно з переписом 2010 року, у місті мешкало 2285 осіб у 1030 домогосподарствах у складі 627 родин. Густота населення становила 309 осіб/км².  Було 1179 помешкань (160/км²).
Расовий склад населення:
| - 81,6 % — білих - 11,5 % — чорних або афроамериканців - 0,2 % — корінних американців - 0,1 % — азіатів - 3,7 % — осіб інших рас |

До двох чи більше рас належало 2,9 %. Частка іспаномовних становила 7,3 % від усіх жителів.
За віковим діапазоном населення розподілялося таким чином: 23,5 % — особи молодші 18 років, 58,9 % — особи у віці 18—64 років, 17,6 % — особи у віці 65 років та старші. Медіана віку мешканця становила 41,1 року. На 100 осіб жіночої статі у місті припадало 85,6 чоловіків;  на 100 жінок у віці від 18 років та старших — 78,7 чоловіків також старших 18 років.
Середній дохід на одне домашнє господарство  становив 31 674 долари США (медіана — 21 974), а середній дохід на одну сім'ю — 37 706 доларів (медіана — 27 500). Медіана доходів становила 24 608 доларів для чоловіків та 25 000 доларів для жінок. За межею бідності перебувало 40,1 % осіб, у тому числі 64,5 % дітей у віці до 18 років та 18,4 % осіб у віці 65 років та старших.
Цивільне працевлаштоване населення становило 812 осіб. Основні галузі зайнятості: виробництво — 20,0 %, освіта, охорона здоров'я та соціальна допомога — 19,3 %, науковці, спеціалісти, менеджери — 16,3 %.